# Португалия на зимних Олимпийских играх 1988
Португалия принимала участие в Зимних Олимпийских играх 1988 года в Калгари (Канада) после тридцатишестилетнего перерыва, во второй раз за свою историю, но не завоевала ни одной медали. Делегацию представляли пятеро бобслеистов.

## Результаты

### Бобслей
| Спортсмены                                             | Дисциплина | 1-й спуск | 1-й спуск | 2-й спуск | 2-й спуск | 3-й спуск | 3-й спуск | 4-й спуск | 4-й спуск | Итог    | Итог  |
| Спортсмены                                             | Дисциплина | Время     | Место     | Время     | Место     | Время     | Место     | Время     | Место     | Время   | Место |
| ------------------------------------------------------ | ---------- | --------- | --------- | --------- | --------- | --------- | --------- | --------- | --------- | ------- | ----- |
| Антонио Рейс Жуан Поупада                              | двойки     | 60.72     | 36        | 61.59     | 36        | 61.86     | 30        | 60.98     | 27        | 4:05.15 | 34    |
| Хорхе Магальяес Жуан Пирес                             | двойки     | 62.85     | 41        | 63.18     | 41        | 65.19     | 40        | DNS       | DNS       | DNS     | DNS   |
| Антонио Рейс Жуан Поупада Жуан Пирес Рожериу Бернандес | четвёрки   | 58.42     | 26        | 59.67     | 26        | 58.28     | 25        | 59.13     | 25        | 3:55.50 | 25    |